# Sofiane Ikene
 (novembre 2022).
Pour les articles homonymes, voir Ikene.
Sofiane Ikene, né le 27 février 2005 à Esch-sur-Alzette, est un footballeur international luxembourgeois qui évolue au poste de défenseur central au FC Nuremberg.

## Biographie

### Carrière en club
Né au Luxembourg, Sofiane Ikene est formé au F91 Dudelange, où il commence sa carrière. Il joue son premier match avec l'équipe première du club le 4 décembre 2021, titulaire et buteur contre le FC Rodange 91 en Championnat du Luxembourg.
À l'été suivant, il rejoint le Progrès Niederkorn, toujours en championnat luxembourgeois. Blessé, il joue néanmoins peu, et est finalement transféré au FC Nuremberg, en Allemagne,,.

### Carrière en sélection
En mai 2022, Sofiane Ikene est convoqué pour la première fois avec l'équipe nationale du Luxembourg,. Il honore sa première sélection le 14 juin 2022, lors du match du Ligue des nations contre les Îles Féroé.